# 四国中央市立三島東中学校
四国中央市立三島東中学校（しこくちゅうおうしりつ みしまひがしちゅうがっこう）は、愛媛県四国中央市中曽根町にある公立中学校。

## 沿革
- 1968年 - 三島東、松柏、富郷、久保ヶ市の4校を統合。
- 1969年8月 - 敷地内にひうち寮竣工。
- 1981年 - 嶺南地区が三島西中学校の校区に変更されるのに伴いひうち寮廃止。
- 2004年 - 市町村合併により、四国中央市立三島東中学校と名称変更。
- 2005年 - 新校舎完成。これにより、学校は大きく配置が変わった。（北=運動場、南=校舎→北=校舎、南=運動場に）
- 2019年
  - 不明 - 50周年。
  - 12月 - 柏の木2世植樹。（下柏の大柏）

## 校歌
- 「栄えあれ 東中学校」[1]
  - 作詞：江間章子、作曲：中田喜直

## 通学区域
上柏町、下柏町、村松町、三島紙屋町、三島朝日一丁目から三丁目、三島宮川一丁目から四丁目、三島中央一丁目（一部）、三島中央二丁目、中曽根町（一部）

## 進学前小学校
- 四国中央市立松柏小学校（全域）
- 四国中央市立三島小学校（一部）
- 四国中央市立中曽根小学校（一部）

## 通学区域内の施設など
- 国道11号（川之江三島バイパス）
- 松山自動車道
  - 三島川之江インターチェンジ
- 愛媛県道333号三島川之江港線
- 愛媛県道123号金生三島線
- 愛媛県道124号上分三島線
- 下柏の大柏
- 三島神社
- 円徳寺
- 懇願寺
- 村松大師堂
- 端華の森古墳館
- 三島公園
- 戸川公園（疎水公園）
- 四国中央市役所
- 四国中央市保健センター
- 四国中央市三島図書館
- 四国中央市防災センター
- 四国中央市子供若者発達支援センター
- 四国中央市老人福祉センター
- 四国中央市水道局
- 中田井浄水場
- 愛媛県立新居浜特別支援学校みしま分校
- 愛媛県立三島高等学校
- 松柏公民館
- 村松公民館
- 三島東幼稚園
- 三島幼稚園
- 松柏保育園
- 東保育園
- 大王製紙
- スーパーホテル四国中央
- タイム伊予三島店
- レディ薬局四国中央店
- ハローズ三島店
- 伊予銀行三島支店
- ファッションセンターしまむら伊予三島店

## 通学区域が隣接する学校
- 四国中央市立川之江北中学校
- 四国中央市立川之江南中学校
- 四国中央市立三島西中学校

## 交通
- 四国旅客鉄道予讃線 伊予三島駅より約1.8km

## 出身者

### 政治家
- 井原巧 - 愛媛県議会議員、四国中央市長、参議院議員、衆議院議員

## 外部サイト
- 四国中央市立三島東中学校